# Sphaerosyllis perspicax
Sphaerosyllis perspicax är en ringmaskart som beskrevs av Ehlers 1912. Sphaerosyllis perspicax ingår i släktet Sphaerosyllis och familjen Syllidae.
Artens utbredningsområde är havet kring Nya Zeeland. Inga underarter finns listade i Catalogue of Life.